# Pesce d'aprile (film)
Pesce d'aprile (April Fool's Day) è un film horror del 1986, diretto da Fred Walton.

## Trama
Un gruppo di amici va in vacanza in una villa il 1º aprile, dove saranno vittima del più terrificante pesce d'aprile della storia.